# Wolfgang Wohlmayr
Wolfgang Wohlmayr (* 14. August 1959 in Grieskirchen; † 22. November 2018 in Salzburg) war ein österreichischer Klassischer und Provinzialrömischer Archäologe.

## Wissenschaftliche Karriere
Wolfgang Wohlmayr studierte nach der Matura Klassische Archäologie und Kunstgeschichte an der Universität Salzburg. Hier wurde er 1980 wissenschaftlicher Vertragsbediensteter. 1982 wurde er daselbst bei Hans Walter mit einer Arbeit über römische Idealstatuen (Studien zur Idealplastik der Vesuvstädte) promoviert. 1986 wurde er wissenschaftlicher Assistent am Institut für Klassische Archäologie, das später im Fachbereich Altertumswissenschaften aufging, und verblieb in dieser Position bis 1997. Im Jahr darauf erfolgte die Habilitation mit der viel beachteten Arbeit Heiligtümer der Augustalen und munizipale Einrichtungen für das Herrscherhaus in Italien, einer Studie zu den Kultanlagen römischer Kaiser. Noch im selben Jahr erfolgte die Ernennung zum Außerordentlichen Professor. 1999 wurde ihm der Kardinal-Innitzer-Förderungspreis für Geisteswissenschaften zuerkannt.
Nachdem Katja Sporn die Professur als neue Leiterin der Abteilung Athen des Deutschen Archäologischen Instituts verlassen hatte, wurde Wohlmayr zum 1. Oktober 2016 als Nachfolger berufen. Völlig überraschend verstarb er nach nur zwei Jahren in dieser Position. Am 29. November 2018 wurde er auf dem Kommunalfriedhof Salzburg bestattet. Nachfolger wurde 2019 Alexander Sokolicek. Am 3. Dezember 2019 wurde ein Gedenksymposium für Wohlmayr an der Universität Salzburg abgehalten.
Einer der Arbeitsschwerpunkte Wohlmayrs lag auf der Provinzialrömischen Archäologie. In Pfongau leitete er von 2008 bis 2013 die Ausgrabungen einer römischen Villa. 2014 wurde ihm die Leitung der Ausgrabungen des Instituts am Kap Kolonna auf Ägina (Aegina Kolonna) übertragen, einer sehr alten und prestigeträchtigen Grabung um den Apollontempel, die seit 1966 mit der Salzburger Klassischen Archäologie verbunden ist. In den fünf Jahren unter seiner Leitung wurden die Feldforschungen im Bereich der frühmykenischen Siedlung in der Äußeren Vorstadt sowie die Studien zur frühmykenischen Keramik fortgesetzt. Darüber hinaus beschäftigte er sich mit der römischen Kunst und hat hier ein weit verbreitetes Handbuch verfasst. Insbesondere die Ausstattung der Häuser der Oberschicht wurde von ihm grundlegend erforscht. Ein weiterer Schwerpunkt lag – nicht zuletzt bedingt durch die Beteiligung an den Ausgrabungen auf Ägina – in der bronzezeitlichen Archäologie, insbesondere der Keramik, der Ägäis.

## Publikationen
- Studien zur Idealplastik der Vesuvstädte. Obermayer, Buchloe 1991. [gekürzte Dissertation]
- mit Hans Walter und Heinrich B. Siedentopf: Mattbemalte Keramik der Mittleren Bronzezeit. (= Alt-Ägina. Band 4/2). Philipp von Zabern, Mainz 1991, ISBN 3-8053-1241-5.
- Kaisersaal. Kultanlagen der Augustalen und munizipale Einrichtungen für das Herrscherhaus in Italien. Phoibos, Wien 2001, ISBN 3-901232-51-6. [Habilitation; unveränderter Nachdruck 2012, ISBN 978-3-85161-056-7]
- Herausgeber mit Beatrix Asamer: Akten des 9. Österreichischen Archäologentages am Institut für Klassische Archäologie der Paris-Lodron-Universität Salzburg, 6.–8. Dezember 2001. Phoibos, Wien 2003, ISBN 3-901232-38-9.
- mit Volker Höck und Felix Lang: Akten zum 2. österreichischen „Römerstein-Treffen“ 2006 in Salzburg.  Phoibos, Wien 2007.
- Die römische Kunst. Ein Handbuch. Philipp von Zabern, Mainz 2011, ISBN 978-3-8053-3838-7. [zugleich Wissenschaftliche Buchgesellschaft, Darmstadt 2011, ISBN 978-3-534-20110-5 und ISBN 978-3-534-25707-2]
- Herausgeber mit Claus Reinholdt: Klassische und frühägäische Archäologie. Akten des 13. Österreichischen Archäologentages, Paris-Lodron-Universität Salzburg, vom 25.–27. Februar 2010. Phoibos, Wien 2012, ISBN 978-3-85161-053-6.
- Herausgeber mit Felix Lang und Stefan Traxler: Stadt, Land, Fluss/Weg – Aspekte zur römischen Wirtschaft im nördlichen Noricum. Workshop Salzburg, 19.–20. November 2010. (= Archaeo plus, Band 3), Fachbereich Altertumswissenschaften der Universität Salzburg, Salzburg 2012, ISBN 978-3-9502897-2-5.
- Herausgeber mit Felix Lang, Stefan Traxler und Erwin M. Ruprechtsberger: Ein kräftiges Halali aus der Römerzeit! Norbert Heger zum 75. Geburtstag. (= Archaeo plus, Band 7), Fachbereich Altertumswissenschaften der Universität Salzburg, Salzburg 2017, ISBN 978-3-9502897-7-0.
- Herausgeber mit Felix Lang: 50 Jahre Archäologie an der Paris Lodron-Universität Salzburg. Workshop Salzburg, 14. Dezember 2016. (= Archaeo plus, Band 9), Fachbereich Altertumswissenschaften der Universität Salzburg, Salzburg 2017, ISBN 978-3-9502897-9-4.